# Halterofilismo nos Jogos Olímpicos de Verão de 2020 - Até 96 kg masculino
A categoria até 96 kg masculino do halterofilismo nos Jogos Olímpicos de Verão de 2020 foi disputada em 31 de julho de 2021 no Fórum Internacional de Tóquio, na capital japonesa. Um total de 15 halterofilistas, cada um representando um Comitê Olímpico Nacional (CON), participaram do evento.

## Qualificação
Em cada categoria, até 14 halterofilistas poderiam se qualificar, com as vagas sendo alocadas da seguinte forma:
- Oito pelo ranking mundial da IWF;
- Cinco representantes de cada continente seguindo o ranking mundial, sendo limitado a CONs ainda sem halterofilistas qualificados;
- Vagas para o país anfitrião ou para a Comissão Tripartite.

Posteriormente uma vaga foi atribuída a Cyrille Tchatchet, do Time Olímpico de Refugiados, elevando o número de halterofilistas na categoria para 15.

## Calendário
Horário local (UTC+9)
| Data        | Hora  | Fase    |
| ----------- | ----- | ------- |
| 31 de julho | 11:50 | Grupo B |
| 31 de julho | 19:50 | Grupo A |

## Medalhistas
| Ouro   | QAT Fares El-Bakh       |
| Prata  | VEN Keydomar Vallenilla |
| Bronze | GEO Anton Pliesnoi      |

## Recordes
Antes desta competição, os seguintes recordes eram estabelecidos:
| Recorde          | Tipo      | Halterofilista  | Peso   | Local    | Data                  |
| Recorde mundial  | Arranque  | Sohrab Moradi   | 186 kg | Asgabade | 7 de novembro de 2018 |
| Recorde mundial  | Arremesso | Tian Tao        | 231 kg | Tóquio   | 7 de julho de 2019    |
| Recorde mundial  | Total     | Sohrab Moradi   | 416 kg | Asgabade | 7 de novembro de 2018 |
|                  |           |                 |        |          |                       |
| Recorde olímpico | Arranque  | Padrão olímpico | 183 kg | —        | 1 de novembro de 2018 |
| Recorde olímpico | Arremesso | Padrão olímpico | 219 kg | —        | 1 de novembro de 2018 |
| Recorde olímpico | Total     | Padrão olímpico | 398 kg | —        | 1 de novembro de 2018 |

Após a competição, os seguintes recordes foram estabelecidos:
| Recorde          | Tipo      | Halterofilista    | Peso   | Local  | Data                |
| Recorde olímpico | Arremesso | QAT Fares El-Bakh | 225 kg | Tóquio | 31 de julho de 2021 |
| Recorde olímpico | Total     | QAT Fares El-Bakh | 402 kg | Tóquio | 31 de julho de 2021 |

## Resultados
| Pos.              | Halterofilista       | CON                               | Grupo | Peso  | Arranque (kg) | Arranque (kg) | Arranque (kg) | Arranque (kg) | Arremesso (kg) | Arremesso (kg) | Arremesso (kg) | Arremesso (kg) | Total |
| Pos.              | Halterofilista       | CON                               | Grupo | Peso  | 1             | 2             | 3             | Result.       | 1              | 2              | 3              | Result.        | Total |
| ----------------- | -------------------- | --------------------------------- | ----- | ----- | ------------- | ------------- | ------------- | ------------- | -------------- | -------------- | -------------- | -------------- | ----- |
| Medalha de ouro   | Fares El-Bakh        | QAT Catar                         | A     | 95.70 | 173           | 177           | 177           | 177           | 217            | 225            | 232            | 225            | 402   |
| Medalha de prata  | Keydomar Vallenilla  | VEN Venezuela                     | A     | 95.00 | 172           | 175           | 177           | 177           | 210            | 215            | 216            | 210            | 387   |
| Medalha de bronze | Anton Pliesnoi       | GEO Geórgia                       | A     | 96.00 | 173           | 177           | 177           | 177           | 206            | 210            | 210            | 210            | 387   |
| 4                 | Boady Santavy        | CAN Canadá                        | A     | 95.40 | 173           | 177           | 178           | 178           | 200            | 205            | 208            | 208            | 386   |
| 5                 | Chen Po-jen          | TPE Taipé Chinês                  | A     | 95.85 | 171           | 176           | 180           | 176           | 200            | 205            | 211            | 205            | 381   |
| 6                 | Bekdoolot Rasulbekov | KGZ Quirguistão                   | A     | 95.70 | 162           | 166           | 166           | 166           | 200            | 208            | 216            | 208            | 374   |
| 7                 | Bartłomiej Adamus    | POL Polônia                       | A     | 95.95 | 160           | 160           | 163           | 163           | 197            | 204            | 205            | 197            | 360   |
| 8                 | Yu Dong-ju           | KOR Coreia do Sul                 | A     | 92.55 | 160           | 165           | 167           | 160           | 200            | 205            | 205            | 200            | 360   |
| 9                 | Olfides Sáez         | CUB Cuba                          | B     | 92.35 | 156           | 161           | 161           | 156           | 193            | 198            | 203            | 203            | 359   |
| 10                | Cyrille Tchatchet    | EOR Equipe Olímpica de Refugiados | B     | 95.45 | 153           | 155           | 160           | 155           | 190            | 190            | 195            | 195            | 350   |
| 11                | Theodoros Iakovidis  | GRE Grécia                        | B     | 91.90 | 147           | 152           | 156           | 156           | 175            | 182            | 191            | 182            | 338   |
| 12                | Christian Amoah      | GHA Gana                          | B     | 95.00 | 140           | 145           | 145           | 145           | 165            | 170            | 170            | 170            | 315   |
| 13                | Mohammed Hamada      | PLE Palestina                     | B     | 95.75 | 137           | 142           | 142           | 137           | 173            | 178            | 178            | 173            | 310   |
| —                 | Yauheni Tsikhantsou  | BLR Bielorrússia                  | A     | 95.35 | 170           | 170           | 173           | 173           | 201            | 201            | 201            | —              | —     |
| —                 | Toshiki Yamamoto     | JPN Japão                         | A     | 96.00 | 161           | 166           | 168           | 168           | 200            | 200            | 200            | —              | —     |

Legenda
| Recorde mundial      | Recorde mundial (World record)               |                       | Recorde africano                      | Recorde africano (African) |                                           | Q | Classificado por posição (Qualified) |
| Recorde olímpico     | Recorde olímpico (Olympic record)            | Recorde da América    | Recorde da América (Americas)         | q                          | Classificado por melhor tempo (Qualified) |   |                                      |
| Melhor marca do ano  | Melhor marca do ano (World leading)          | Recorde asiático      | Recorde asiático (Asian)              | DNS                        | Não largou (Did not start)                |   |                                      |
| Recorde nacional     | Recorde nacional (National record)           | Recorde europeu       | Recorde europeu (European)            | DNF                        | Não terminou (Did not finish)             |   |                                      |
| Recorde pessoal      | Recorde pessoal do atleta (Personal best)    | Recorde da Oceania    | Recorde da Oceania (Oceania)          | DSQ / DQ                   | Desclassificado (Disqualified)            |   |                                      |
| Recorde da temporada | Recorde da temporada do atleta (Season best) | Recorde sul-americano | Recorde sul-americano (South America) | NM                         | Sem marca (No mark)                       |   |                                      |